# رنگینک دمگاه‌زرد
رنگینک دمگاه‌زرد (نام علمی: Lonchura flaviprymna) که به عنوان سهره ریز دمگاه‌زرد نیز شناخته می‌شود، گونه‌ای از سهرگان ریز است که در منطقه کیمبرلی شرقی و شمال غربی قلمرو شمالی استرالیا یافت می‌شود. گستره جهانی آن بین ۲۰۰۰۰ تا ۵۰۰۰۰ کیلومتر مربع برآورد شده‌است. در مناطق نیمه‌گرمسیری تا گرمسیری حرا، ساوانای مرطوب و زیستگاه‌های تالابی یافت می‌شود. وضعیت حفاظتی گونه به عنوان کمترین نگرانی ارزیابی می‌شود.